# Петър Максимов
Петър Димитров Максимов е български политик от БКП.

## Биография
Роден е на 8 юли 1939 г. в търновското село Янтра. През 1969 г. завършва Полувисшия железопътен институт „Тодор Каблешков“ в София със специалност експлоатация на локомотивите. През 1962 г. става машинист на локомотив в Локомотивното депо в Горна Оряховица. Носител е на званието „Образцов железничар“. Членувал в заводския комитет на БКП. Бил е кандидат-член на Бюрото на Общинския комитет на БКП в Горна Оряховица. От 5 април 1986 до 1990 г. е кандидат-член на ЦК на БКП.